# Unionisten Liga
De Unionisten Liga (Volkswelvaartpartij) was een Nederlandse politieke partij van conservatief-liberale signatuur. De partij werd opgericht op 23 februari 1918 in IJmuiden. Bij de Tweede Kamerverkiezingen 1918 nam de partij deel met als lijsttrekker L.W.H. l' Espagniol. Er werden slechts 301 stemmen gehaald, veel te weinig voor een Kamerzetel. Bij de Tweede Kamerverkiezingen 1922 werd niet deelgenomen, maar steunde de partij de lijst van de Staatspartij voor de Volkswelvaart.